# Азеррейл (волейбольный клуб)
Азеррейл — мужской волейбольный клуб Азербайджана. Чемпион Азербайджана 2023/24, 2024/25.

## Общие сведения
Создан 1 октября 2019 года. Дебютировал в Высшей лиге Азербайджана по волейболу с сезона 2019/2020. Первоначально команда была сформирована из молодёжного состава.

### Сезон 2023/2024
В сезоне 2023/2024 впервые выиграл чемпионат Азербайджана.

### Сезон 2024/25
В сезоне 2024/25 в регулярном сезоне занял второе место. По итогам двух финальных матчей плей-офф с «Муров Аз Терминал», выиграв в двух матчах (0:3), (1:3), завоевал золотые медали.Сергей Платаненков признан самым ценным игроком сезона (MVP) чемпионата.
Три игрока вошли в «Dream team» (символическую сборную сезона) — Роман Егоров, Мохаммадхоссейн Чарклуи, Нихад Гасымов.
Финалист Кубка Азербайджана по волейболу 2024.

## Текущий состав
| №                       | Имя                     |
| Центральные блокирующие |                         |
|                         | Мехди Джафаров          |
|                         | Павел Николаенко        |
| Связующие               |                         |
|                         | Милош Антонич           |
|                         | Роман Егоров            |
| Диагональные нападающие |                         |
|                         | Сергей Платаненков      |
| Либеро                  |                         |
|                         | Нихад Гасымов           |
| Доигровщик              |                         |
|                         | Мохаммадхоссейн Чарклуи |
|                         | Джавид Азимов           |
|                         | Роман Меркушов          |
|                         | Турал Аскеров           |

## Достижения
- Чемпион Азербайджана 2023/2024[3], 2024/2025[1]

## Главные тренеры
- Ханлар Алекперов (1 октября 2019 — 2021)[2][7]
- Борис Гребенников (с 30 августа 2023)